# Edouard Heilt
Edouard Heilt foi um aeronauta francês que tripulou o primeiro balão com ar quente no Brasil.